# ننیگ
ننیگ (به آلمانی: Nennig) یک منطقهٔ مسکونی در آلمان است که در پرل واقع شده‌است. ننیگ ۱٬۱۴۹ نفر جمعیت دارد.